# Pierre-Simon-Benjamin Duvivier

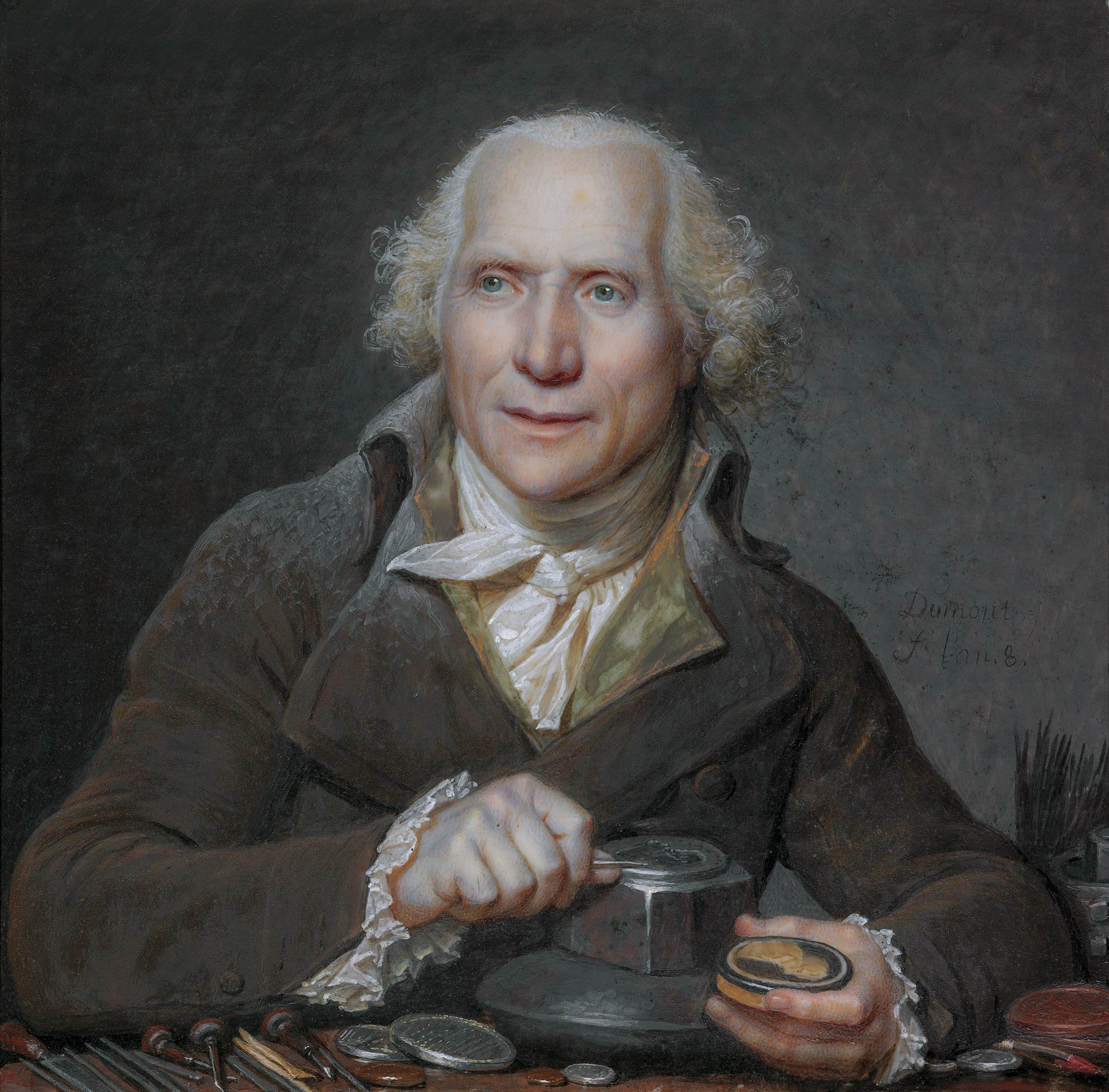
Pierre Simon Benjamin Duvivier (1730-1819) (François Dumont)

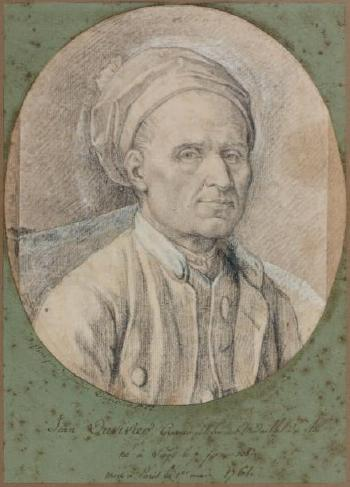
Benjamin portretteerde zijn vader Jean Duvivier in 1761.

Pierre-Simon-Benjamin Duvivier (Parijs, 3 november 1730 – aldaar, 10 juli 1819) was een Frans medailleur, een graveur van munten, penningen en medailles.
Pierre-Simon-Benjamin Duvivier, zoon van de bekende medailleur Jean Duvivier en diens vrouw Louise Vignon, studeerde aan het Collège Mazarin. Toen zijn vader in 1761 overleed vroeg Pierre-Simon-Benjamin de koning of hij diens privilege als officieel Medailleur des Konings en diens werkruimte in het Louvre over mocht nemen. Koning Lodewijk XV bewilligde in dat verzoek.
Op 24 november 1764 werd Pierre-Simon-Benjamin gekozen als lid van de Académie van Kunsten. Op 13 februari 1765 werd hij verkozen om met een brevet royal een jaar in Italië te gaan studeren.
Zijn carrière verliep voorspoedig, op 21 augustus 1774 werd hij als opvolger van Joseph-Charles Roëttiers de officiële graveur van de Franse munten. Duvivier maakte portretten van verschillende leden van de koninklijke familie van Frankrijk waaronder Lodewijk XVI. Hij maakte ook medailles ter ere van George Washington en Gilbert du Motier, Marquis de Lafayette.
Tijdens de Franse Revolutie haperde zijn loopbaan: hij verloor op 11 juli 1791 zijn aanstelling en privileges en werd als ontwerper van munten opgevolgd door zijn leerling Augustin Dupré.

## Galerij

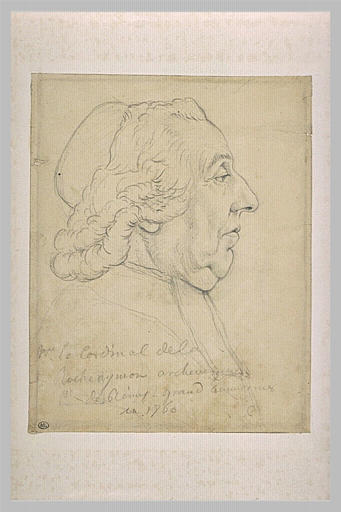
Karrdinal Charles Antoine de La Roche-Aymon  (1760)
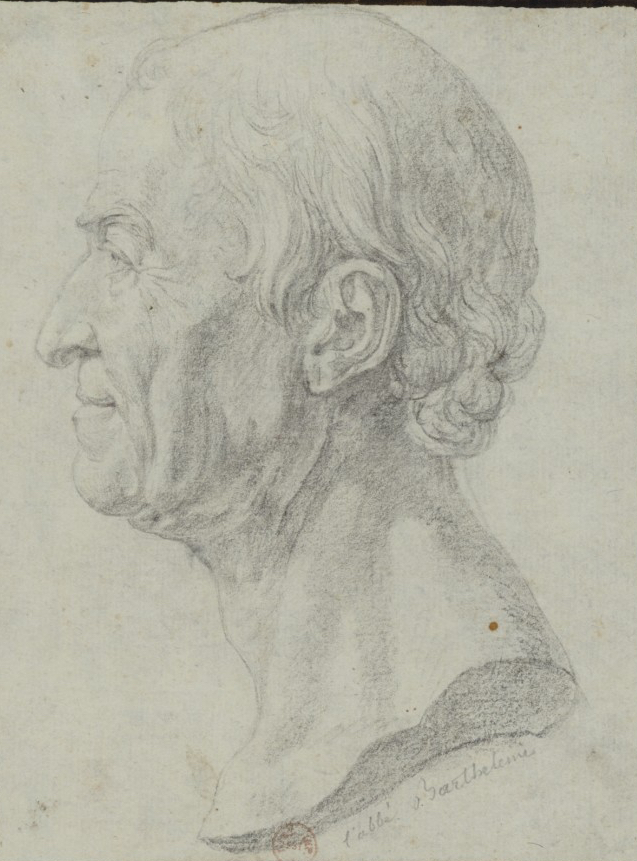
De archeoloog en numismaat Jean-Jacques Barthélemy (1716-1795)
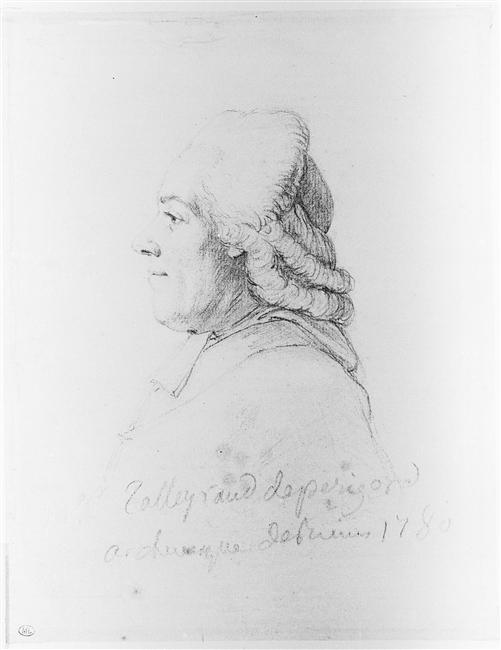
Portret van Alexandre Angélique de Talleyrand-Périgord (1736-1821)
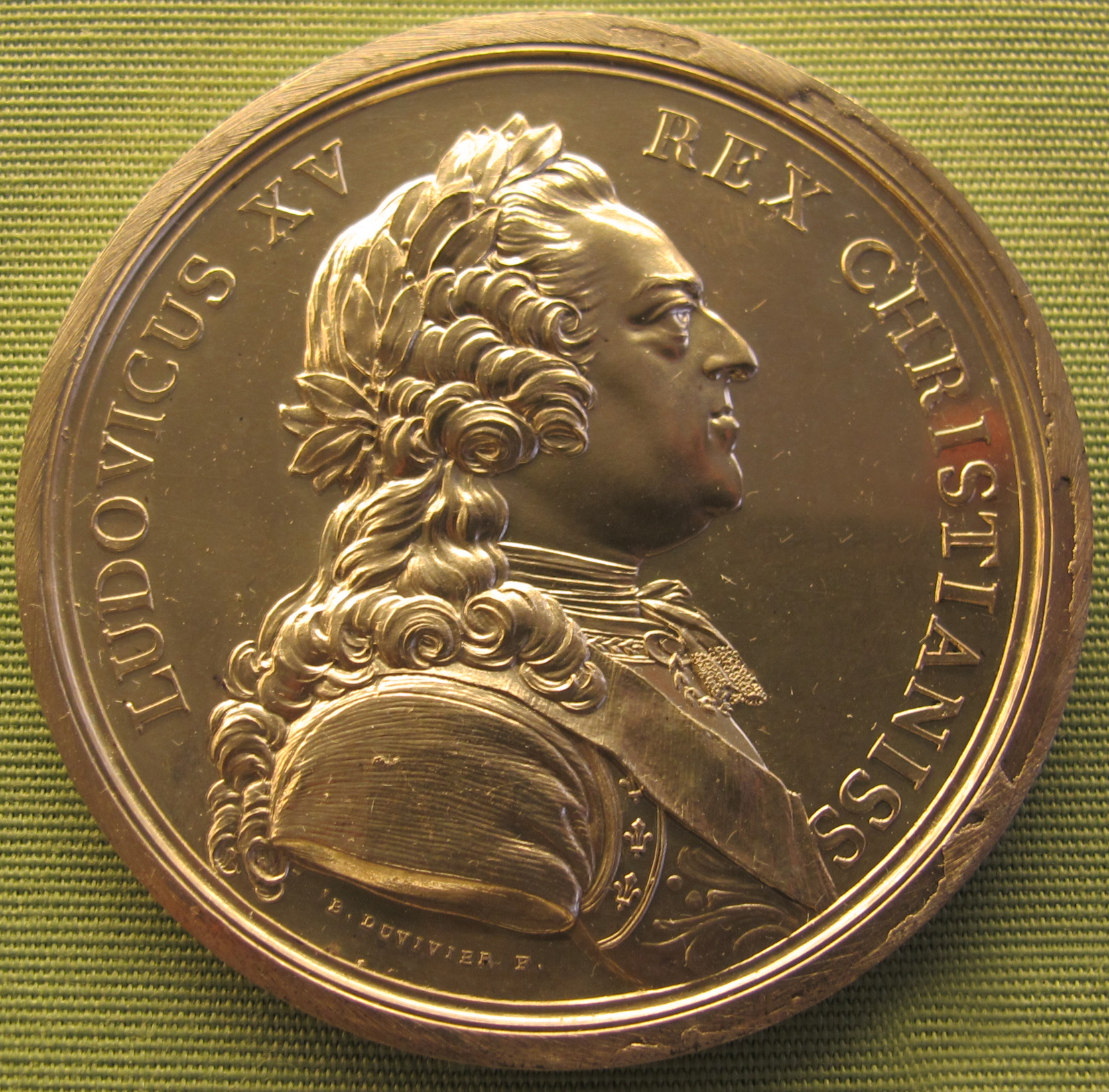
Lodewijk XV van Frankrijk in 1767
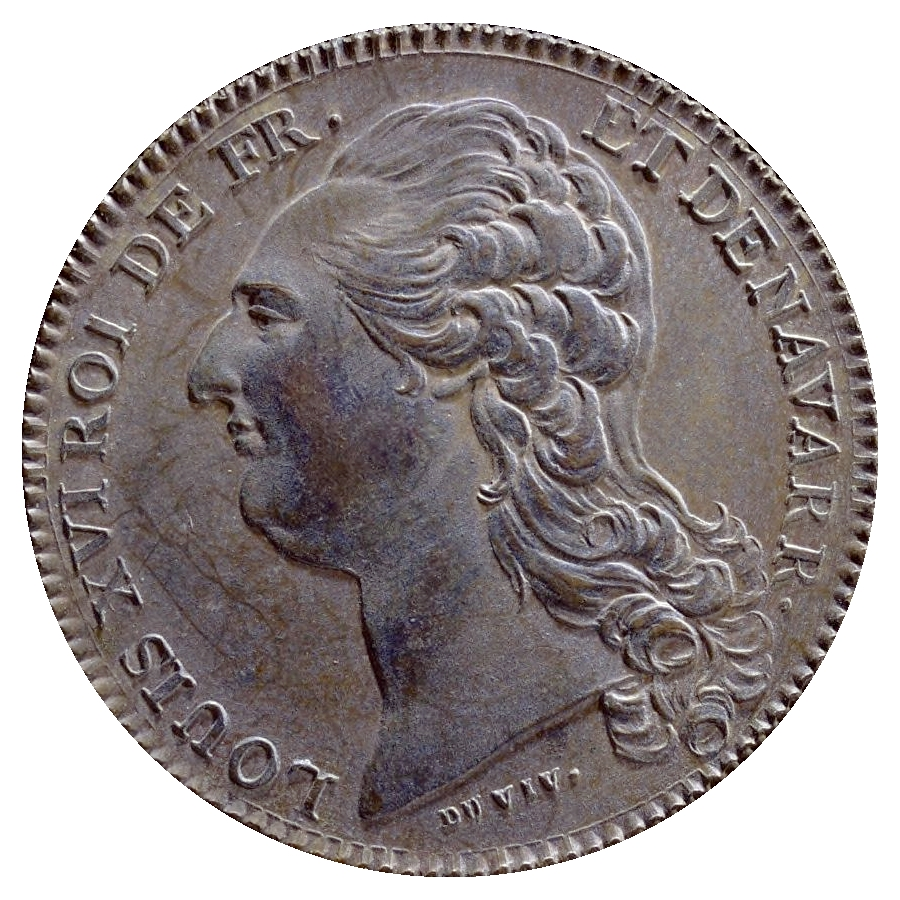
Medaille met de kop van Lodewijk XVI van Frankrijk
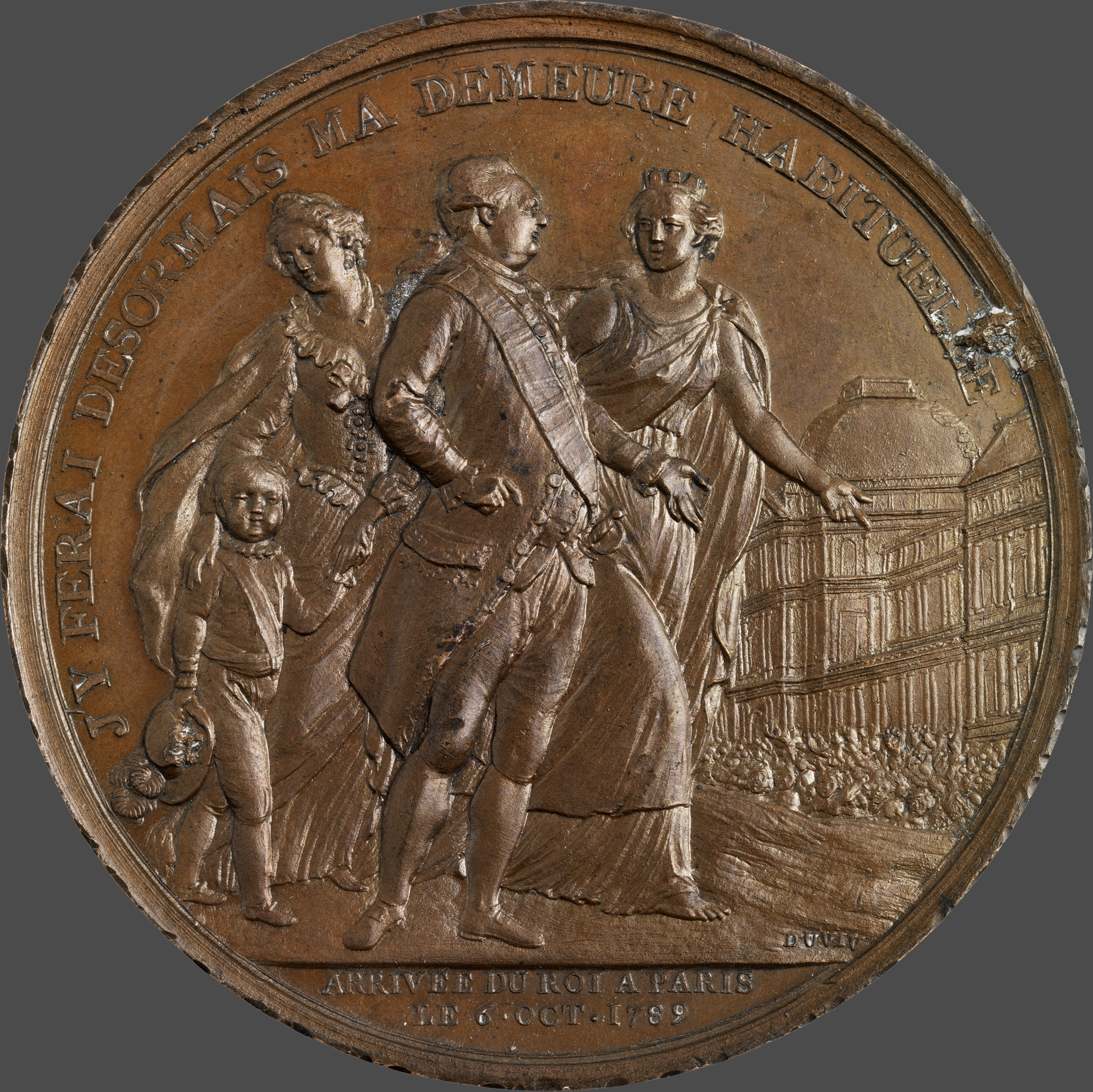
Medaille op de terugkeer van Lodewijk XVI, de dauphin en Marie Antoinette in de Tuilerieën in Parijs op 6 oktober 1789.

- Bibliothèque nationale de France: cb149540755 (data)
- Stuttgart Database of Scientific Illustrators 1450–1950: 3664
- Gemeinsame Normdatei: 128354402
- International Standard Name Identifier: 0000 0001 1933 9125
- Nederlandse Thesaurus van Auteursnamen: 073947903
- RKD-Nederlands Instituut voor Kunstgeschiedenis: 25158
- Système universitaire de documentation: 168081857
- Union List of Artist Names: 500010918
- Virtual International Authority File: 42142988
- WorldCat: E39PBJv4rmGxBbPTQkKm6BGWDq